# La vaquilla
La vaquilla és un llargmetratge espanyol de 1985 del director Luis García Berlanga que va obtenir enorme popularitat. El director valencià ofereix una visió de la guerra civil espanyola mitjançant una comèdia protagonitzada per un grup de soldats republicans infiltrats en zona revoltada.

## Sinopsi
Durant la guerra civil espanyola, en una trinxera situada en el mateix Front d'Aragó, els altaveus del bàndol revoltat anuncien les festes religioses d'un poble pròxim, on se celebrarà una correguda de toros. Els caps militars republicans encarregats del sector decideixen infiltrar un grup dels seus homes en territori enemic per a raptar a la vaquilla que serà utilitzada en la festa taurina, en un intent simultani per aconseguir menjar i acabar amb la festa del bàndol revoltat.
Els soldats republicans encarregats de la missió, dirigits pel brigada Castro (Alfredo Landa) i el tinent Broseta (José Sacristán) formen un grup variat i còmic, allunyats de l'estereotip bèl·lic; els seus adversaris del bàndol revoltat apareixen també en tota la seva neciesa com a avorrits de les trinxeres, destruint en tots dos casos el mite heroic pintat per les respectives propagandes, com en l'escena inicial on el brigada republicà Castro es reuneix amb un suboficial dels revoltats per a lliurar-li paper d'embolicar a canvi de tabac per a fumar: en aquest cas l'escassetat de mitjans per a sustentar l'hàbit de fumar llança a soldades de tots dos bàndols a un clandestí barata vist amb una mirada còmica on la pompa militar queda de costat, consumida pels desitjos més ingenus i primaris. L'equip de soldats infiltrats queda completat pel soldat Mariano (Guillermo Montesinos), nadiu del poble a atacar, pel soldat De Lima (Santiago Ramos), qui diu ser un extorero, i pel soldat Cura (Carles Velat) sobrenomenat així per haver estat seminarista catòlic abans de ser reclutat. El grup queda disfressat amb robes del bàndol revoltat gràcies a un sastre homosexual agregat a la tropa, sobrenomenat Piporra (Francisco Valdivia) a qui Castro detesta. Es mostra també la poca estima de Castro cap al tinent Broseta, qui ha estat perruquer abans de la guerra i presumptament ascendit a oficial per influències polítiques.
Una vegada al poble, els soldats protagonistes passen per nombroses aventures còmiques, ocultant la seva pertinença al bàndol republicà, i tractant d'apoderar-se de la vaquilla que constitueix la raó dels seus esforços. En un atapeït microcosmos troben un vell militant republicà amagat per la seva esposa, la filla de la qual Guadalupe (Violeta Cela) alhora és cortejada per un alferes (Juanjo Puigcorbé) dels revoltats (quan havia estat xicota del soldat Mariano), a un sacerdot que enrola com escolà al soldat Capellà quan aquest li confessa haver estat seminarista, i observen el disgust del comprensiu i trempat comandant nacionalista del poble (Agustín González) contra un marquès (Adolfo Marsillach) que li suplica repetides vegades llançar una ofensiva només perquè la seva enorme finca (tallada en dues per la línia del front) pugui quedar per complet en la zona franquista.
La cinta abandona els tòpics sobre l'heroisme guerrer dels bàndols en pugna, mentre mostra l'angle més absurd de la guerra en clau de comèdia, presentant les enemistats brutals i il·lògiques que la guerra genera entre individus atabalats per idèntics problemes i dilemes. Exemple d'això és l'escena on els soldats republicans, atabalats per la calor, es llancen nus a un estany rural, només per a trobar-se allí amb soldats franquistes que també es llancen al mateix estany per a nedar: el fet que tots junts confraternitzin en estar només vestits amb roba interior o directament nus fan al brigada Castro meditar sobre el fred absurd de la contesa, concloent que a penes un uniforme i unes insígnies fan la diferència final entre tots dos grups d'homes.
Després d'un festeig en el poblat a la tarda, els soldats republicans fracassen en el seu pla de robar la vaquilla enmig de la correguda de toros, on el soldat De Lima mostra una veritable habilitat per al toreig. Davant la insistència de continuar amb el pla del robatori de la vaquilla abans la festa, el brigada Castro s'indigna i es rebel·la contra el tinent Broseta en una jocosa escena amb aquests termes 
| « | Cuidado conmigo mi teniente, ¡cuidado conmigo! ... Hemos corrido un encierro, nos hemos tragado una misa, hemos llevado una Virgen, hemos cargado con un marqués, ¡usted ha afeitado a un fascista!... a mí me han pegado una cornada, éste (Limeño) se ha cagado, a éste (Cura) lo han vestido de sacristán, y a éste (Mariano) le han puesto los cuernos, y todo por la jodida vaca...¡que le den mucho por el saco a la vaca! Yo me voy a comer | » |

A boca de nit, i amb el risc de ser descoberts, els soldats republicans han de fugir de tornada a les seves línies passant per la casa del Marquès, a qui prenen d'ostatge i després abandonen en un pujol, alegrats en reconèixer als seus companys esperant-los ja en les seves posicions, on reben una dura reprimenda del coronel republicà (Eduardo Calvo). En última instància, el pla fracassa quan la vaquilla (que en realitat era un toro) escapa del poblat i corre cap a la terra de ningú situada entre totes dues trinxeres, on l'animal mor després de ser torejat per un matador per cada costat. Ni brinda una festa completa a un dels bàndols ni la seva preuada carn pot ser aprofitada per l'altre i, en el matí, un esbart de voltors lleonats acaba devorant al toro, com un símbol d'Espanya, i del que li ocorria en aquells anys, indicant que en una guerra fratricida només pot haver-hi vençuts. El mateix Berlanga va assenyalar anys després que aquests voltors representaven a l'Església catòlica, la qual passaria a apoderar-se del consumit país de postguerra durant la dictadura franquista.

## Repartiment
- Adela: Amelia de la Torre
- Alcalde: Fernando Sancho
- Alferes: Juanjo Puigcorbé
- Barber: Luis Ciges
- Brigada Castro: Alfredo Landa
- Capellà castrense: Sergio Mendizábal
- Cartujano: Carlos Tristancho
- Comandant del Bàndol revoltat: Agustín González
- Coronel republicà: Eduardo Calvo
- Encarna: Amparo Soler Leal
- Guadalupe: Violeta Cela
- Hermana del babau: Ana Gracia
- Juana: María Luisa Ponte
- Limeño: Santiago Ramos
- Mariano: Guillermo Montesinos
- Marquès: Adolfo Marsillach
- Matías: Tomás Zori
- Párroco: Valeriano Andrés
- Piporra: Francisco Valdivia
- Roque: Pedro Beltrán
- Sergent franquista 1r: Antonio Gamero
- Sergent franquista 2r: Rafael Hernández
- Soldat en calçotets: Valentín Paredes
- Soldat franquista 1r: Joan Armengol
- Soldat republicà que va ser seminarista: Carles Velat
- Tinent Broseta: José Sacristán.
- Babau del poble: Fernando Sala
- Vicenta: María Elena Flores

## Rodatge
Està rodada, en la seva major part, a Sos del Rey Católico (Saragossa) amb la participació d'una gran part de la seva població en papers d'extres. El rodatge va suposar en el seu moment tot un esdeveniment per al poble, que es va bolcar en l'esdeveniment. No obstant això, va haver-hi problemes entre els actors i Berlanga durant el rodatge degut als seus plans-seqüències; Alfredo Landa va dir que va haver de pujar 41 vegades a un turó del lloc perquè sortís bé l'escena. En aquesta localitat es va celebrar l'any 2010 el 25è aniversari del rodatge de la pel·lícula, on van estar presents molts dels actors i actrius de la pel·lícula i als quals es va homenatjar amb un monument en el seu honor.
Al final va resultar ser un producte difícil, comptant amb un pressupost de 250 milions de pessetes (milió i mig de euros) i uns 500 extres, convertint-se en la pel·lícula més cara de la història del cinema espanyol; un any després la superaria El caballero del dragón de Fernando Colomo, amb 300 milions de pessetes de pressupost.

### Galeria d'imatges del rodatge

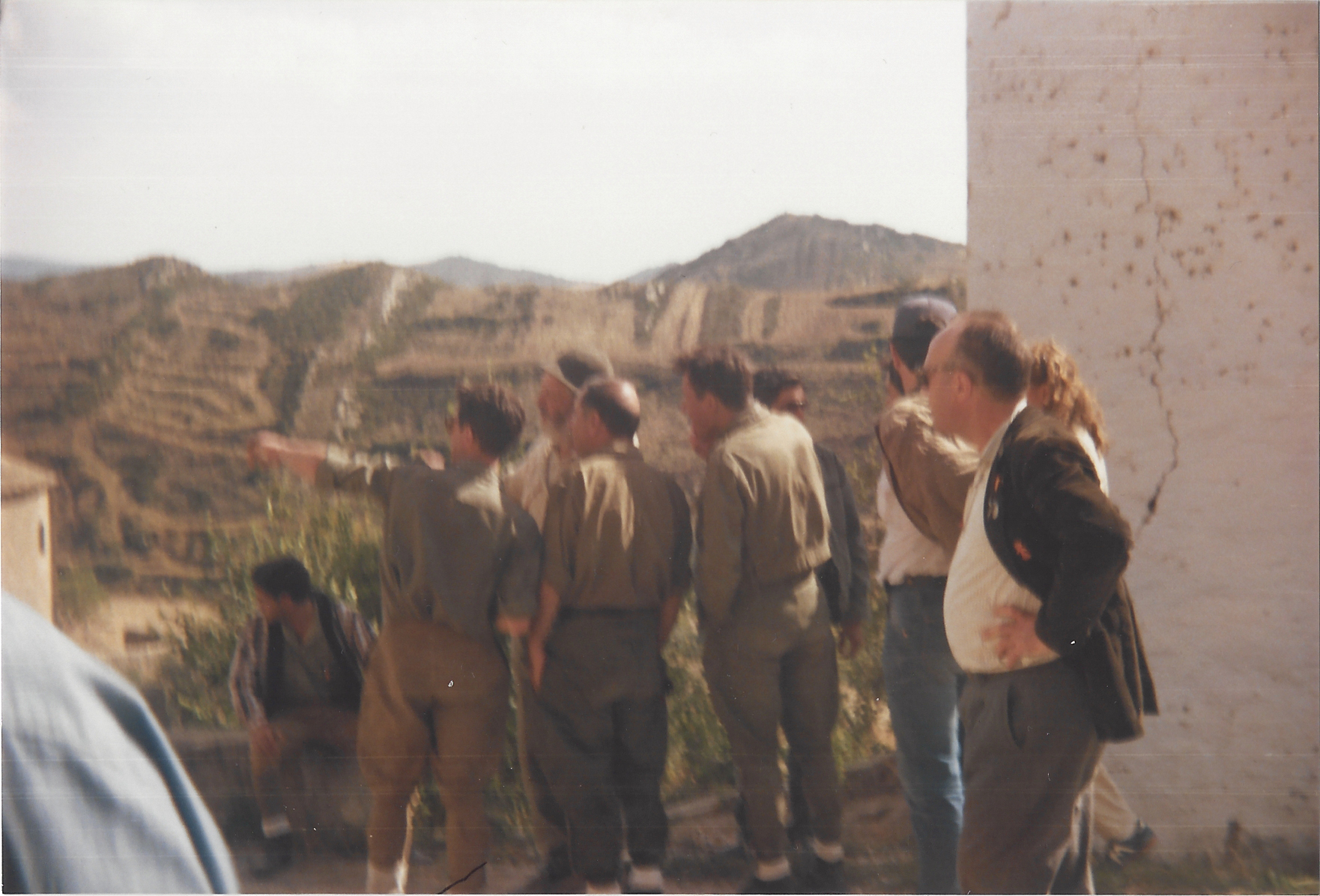
Guillermo Montesinos, Carles Velat, Luis García Berlanga, Alfredo Landa, José Sacristán, Miguel Gil, Mischa Muller, Fernando Sala i Yuyi Beringola.
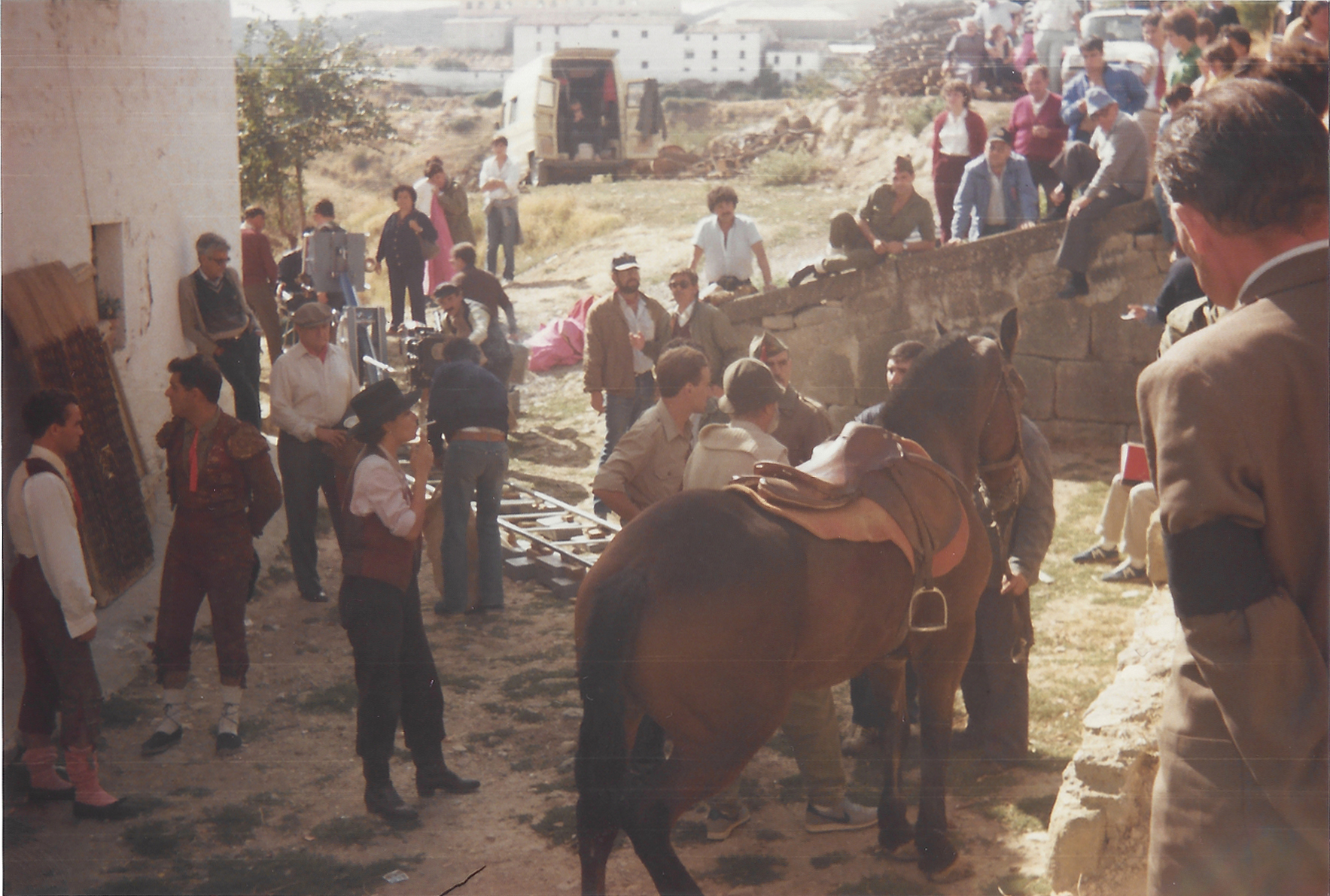
Davant de la paret: Carlos Tristancho, Santiago Ramos i Violeta Cela. Darrere del cavall: Juanjo Puigcorbé, Luis García Berlanga i Rafael Hernández.